# Bambusicole de Fytch
Bambusicola fytchii
Espèce
Statut de conservation UICN

 LC  : Préoccupation mineure
La Bambusicole de Fytch (Bambusicola fytchii) ou Bambusicole des Indes, est une espèce d'oiseaux appartenant à la famille des Phasianidae.

## Nomenclature
Son nom d'espèce commémore le major-général Albert Fytche (en).

## Répartition et sous-espèces
- B. f. fytchii Anderson, 1871 — Yunnan et nord de l'Indochine ;
- B. f. hopkinsoni Godwin-Austen, 1874 — massif de Purvanchal (en) Cette forme est plus grise sur les parties supérieures et plus fauve sur les parties inférieures. Elle est aussi un peu plus grande que la forme précédente.

## Habitat
La bambusicole de Fytch n’est pas très éclectique dans le choix de son habitat. On la rencontre dans divers milieux plus ou moins ouverts et plus ou moins accidentés, entre 500 m et 3 000 m d’altitude : savanes marécageuses à herbes à éléphants, savanes arbustives à buisson épais, bambouseraies, forêts de chênes et saules, forêts sempervirentes, abords des villages. Dans la région de Gaoligongshan (ouest du Yunnan),.

## Mœurs
Cette perdrix vit en compagnies familiales de cinq ou six oiseaux qui se dispersent au printemps lors de la formation des couples. On l’observe généralement non loin d’un point d’eau, grattant le sol à la recherche de sa nourriture qui comprend des graines, des racines, des pousses, des baies et divers insectes.

## Voix
Le chant du mâle, souvent poussé à partir d’un promontoire, est formé d’un succession de notes haut perchées chi- chirriii- chi- chirriii- chirriii- chirriii- chirriii, mais le cri de la femelle ressemblerait plutôt à un croassement.

## Nidification
Elle a lieu de mars à mai en Inde, d’avril à juillet en Chine, et peut parfois se poursuivre jusqu’au mois de septembre. Le nid, une simple cuvette garnie de quelques débris végétaux, est placé dans un buisson, une touffe d’herbe ou entre des bambous. La femelle assure seule l’incubation, mais le mâle semble participer à l’élevage des jeunes.

## Statut, conservation
En dépit de la fragmentation de son habitat, cette espèce n’est pas considérée comme menacée en raison de son pouvoir d’adaptation aux forêts secondaires et aux savanes arbustives. Toutefois sa survie n’est plus assurée dans les zones cultivées en raison de l’intensification de l’agriculture. La chasse représente aussi une menace non négligeable.